# Paris Saint-Germain in het seizoen 1998/99
Dit artikel beschrijft de prestaties van de Franse voetbalclub Paris Saint-Germain in het seizoen 1998–1999.

## Spelerskern
| Nr.           | Naam                 | Nationaliteit | Geboortedatum | Vorige club        |
| ------------- | -------------------- | ------------- | ------------- | ------------------ |
| Keepers       |                      |               |               |                    |
| 1             | Bernard Lama         | Frankrijk     | 07-04-1963    | West Ham United    |
| 16            | Dominique Casagrande | Frankrijk     | 08-05-1971    | Sevilla            |
| 30            | Laurent Quievreux    | Frankrijk     | 10-03-1979    | /                  |
| Verdedigers   |                      |               |               |                    |
| 3             | Nicolas Laspalles    | Frankrijk     | 27-11-1971    | EA Guingamp        |
| 4             | Christian Wörns      | Duitsland     | 10-05-1972    | Bayer Leverkusen   |
| 5             | Alain Goma           | Frankrijk     | 05-10-1972    | AJ Auxerre         |
| 14            | Francis Llacer       | Frankrijk     | 09-09-1971    | /                  |
| 15            | Éric Rabésandratana  | Frankrijk     | 18-09-1972    | AS Nancy           |
| 17            | Jimmy Algerino       | Frankrijk     | 28-10-1971    | LB Châteauroux     |
| 21            | Didier Domi          | Frankrijk     | 02-05-1978    | /                  |
| 25            | Grégory Paisley      | Frankrijk     | 07-05-1977    | /                  |
| 26            | Aliou Cissé          | Senegal       | 24-03-1976    | CS Sedan           |
| Middenvelders |                      |               |               |                    |
| 6             | Bruno Carotti        | Frankrijk     | 30-09-1972    | FC Nantes          |
| 7             | Hélder Baptista      | Portugal      | 18-02-1972    | Boavista           |
| 8             | Yann Lachuer         | Portugal      | 05-08-1972    | AJ Auxerre         |
| 10            | Jay-Jay Okocha       | Nigeria       | 05-08-1972    | Fenerbahçe         |
| 11            | Xavier Gravelaine    | Frankrijk     | 05-10-1968    | Montpellier HSC    |
| 22            | Igor Yanovski        | Rusland       | 03-08-1974    | Alania Vladikavkaz |
| 23            | Pierre Ducrocq       | Frankrijk     | 18-12-1976    | /                  |
| 28            | Jérôme Leroy         | Frankrijk     | 04-11-1974    | /                  |
| Aanvallers    |                      |               |               |                    |
| 9             | Marco Simone         | Italië        | 07-01-1969    | AC Milan           |
| 11            | Patrice Loko         | Frankrijk     | 06-02-1970    | FC Nantes          |
| 18            | Nicolas Ouédec       | Frankrijk     | 28-10-1971    | Espanyol           |
| 19            | Laurent Leroy        | Frankrijk     | 16-04-1976    | AS Cannes          |
| 20            | Adaílton             | Brazilië      | 24-01-1977    | Parma              |
| 21            | Bruno Rodriguez      | Frankrijk     | 25-11-1972    | FC Metz            |
| 24            | Mickaël Madar        | Frankrijk     | 08-05-1968    | Everton            |
| 27            | Didier Martel        | Frankrijk     | 26-10-1971    | LB Châteauroux     |

- = Aanvoerder
- B-kern: Christophe Odé, Fabrice Kelban

### Technische staf
|                      |                      |               |                                   |
| Functie              | Naam                 | Nationaliteit | Opmerking                         |
| Trainer              | Artur Jorge          | Portugal      | Van oktober 1998 tot maart 1999.  |
| Trainer              | Alain Giresse (foto) | Frankrijk     | Ontslagen in oktober 1998.        |
| Assistent-trainer    | Philippe Bergeroo    | Frankrijk     | Interim-trainer vanaf maart 1999. |
| Assistent-trainer    | Nambatingue Toko     | Tsjaad        |                                   |
| Fysiektrainer        | Jean-Claude Perrin   | Frankrijk     |                                   |
| Sportief coördinator | Guy Adam             | Frankrijk     |                                   |
| Kiné                 | Joël Le Hir          | Frankrijk     |                                   |
| Teamdokter           | Francis Lepage       | Frankrijk     |                                   |

## Resultaten
Een overzicht van de competities waaraan Paris Saint-Germain in het seizoen 1998–1999 deelnam. 
| Division 1 | Coupe de France | Coupe de la Ligue | Trophée des Champions | Europacup II |
| ---------- | --------------- | ----------------- | --------------------- | ------------ |
|            |                 |                   |                       |              |
| 9e         | 1/16 finale     | Kwartfinale       | Winnaar               | 1/16 finale  |

## Uitrustingen
Shirtsponsor(s): Opel

Sportmerk: Nike
| Thuis | Uit | Doelman | Doelman | Doelman |

## Transfers

### Zomer
| Naam                 | Nationaliteit | Van/naar              | Type     |
| -------------------- | ------------- | --------------------- | -------- |
| Inkomend             |               |                       |          |
| Bernard Lama         | Frankrijk     | West Ham United       | Gekocht  |
| Adaílton             | Brazilië      | Parma                 | Huur     |
| Bruno Carotti        | Frankrijk     | FC Nantes             | Gekocht  |
| Dominique Casagrande | Frankrijk     | Sevilla               | Gekocht  |
| Aliou Cissé          | Senegal       | CS Sedan              | Gekocht  |
| Alain Goma           | Frankrijk     | AJ Auxerre            | Gekocht  |
| Yann Lachuer         | Frankrijk     | AJ Auxerre            | Gekocht  |
| Nicolas Laspalles    | Frankrijk     | EA Guingamp           | Gekocht  |
| Laurent Leroy        | Frankrijk     | AS Cannes             | Gekocht  |
| Jay-Jay Okocha       | Nigeria       | Fenerbahçe            | Gekocht  |
| Nicolas Ouédec       | Frankrijk     | Espanyol              | Gekocht  |
| Christian Wörns      | Duitsland     | Bayer Leverkusen      | Gekocht  |
| Igor Yanovski        | Rusland       | Alania Vladikavkaz    | Gekocht  |
| Uitgaand             |               |                       |          |
| Denílson             | Brazilië      | União de Lamas        | Verkocht |
| Habib Beye           | Senegal       | RC Strasbourg         | Verkocht |
| James Debbah         | Liberia       | Ankaragücü            | Verkocht |
| Vincent Fernandez    | Frankrijk     | FC Sochaux            | Verkocht |
| Laurent Fournier     | Frankrijk     | SC Bastia             | Verkocht |
| Franck Gava          | Frankrijk     | AS Monaco             | Verkocht |
| Vincent Guérin       | Frankrijk     | Heart of Midlothian   | Verkocht |
| Paul Le Guen         | Frankrijk     | Stade Rennes          | Verkocht |
| Édouard Cissé        | Frankrijk     | Stade Rennes          | Huur     |
| Christophe Revault   | Frankrijk     | Stade Rennes          | Verkocht |
| Florian Maurice      | Frankrijk     | Olympique Marseille   | Verkocht |
| Edvin Murati         | Albanië       | Fortuna Düsseldorf    | Huur     |
| Bruno N'Gotty        | Frankrijk     | AC Milan              | Verkocht |
| Bruno Miriel         | Frankrijk     | Saint-Denis Saint-Leu | Verkocht |
| Marko Pantelić       | Joegoslavië   | Lausanne-Sport        | Verkocht |
| Raí                  | Brazilië      | São Paulo             | Verkocht |
| Alain Roche          | Frankrijk     | Valencia              | Verkocht |

### Winter
| Naam              | Nationaliteit | Van/naar         | Type     |
| ----------------- | ------------- | ---------------- | -------- |
| Inkomend          |               |                  |          |
| Xavier Gravelaine | Frankrijk     | Montpellier HSC  | Gekocht  |
| Hélder Baptista   | Portugal      | Boavista         | Gekocht  |
| Bruno Rodriguez   | Frankrijk     | FC Metz          | Gekocht  |
| Mickaël Madar     | Frankrijk     | Everton          | Gekocht  |
| Uitgaand          |               |                  |          |
| Patrice Loko      | Frankrijk     | FC Lorient       | Verkocht |
| Didier Martel     | Frankrijk     | FC Utrecht       | Verkocht |
| Nicolas Ouédec    | Frankrijk     | Montpellier HSC  | Verkocht |
| Laurent Leroy     | Frankrijk     | Servette FC      | Huur     |
| Nicolas Laspalles | Frankrijk     | RC Lens          | Huur     |
| Didier Domi       | Frankrijk     | Newcastle United | Verkocht |
| Christophe Odé    | Frankrijk     | CF União         | Verkocht |

## Division 1

### Overzicht resultaten
| Speeldag  | 1  | 2 | 3 | 4 | 5  | 6  | 7  | 8  | 9  | 10 | 11 | 12 | 13 | 14 | 15 | 16 | 17 | 18 | 19 | 20 | 21 | 22 | 23 | 24 | 25 | 26 | 27 | 28 | 29 | 30 | 31 | 32 | 33 | 34 |
| --------- | -- | - | - | - | -- | -- | -- | -- | -- | -- | -- | -- | -- | -- | -- | -- | -- | -- | -- | -- | -- | -- | -- | -- | -- | -- | -- | -- | -- | -- | -- | -- | -- | -- |
| Resultaat | v  | w | w | v | g  | w  | v  | v  | g  | g  | w  | v  | g  | w  | w  | g  | g  | v  | g  | v  | v  | v  | w  | v  | v  | g  | w  | v  | g  | w  | v  | w  | v  | v  |
| Punten    | 0  | 3 | 6 | 6 | 7  | 10 | 10 | 10 | 11 | 12 | 15 | 15 | 16 | 19 | 22 | 23 | 24 | 24 | 25 | 25 | 25 | 25 | 28 | 28 | 28 | 29 | 32 | 32 | 33 | 36 | 36 | 39 | 39 | 39 |
| Positie   | 17 | 6 | 5 | 8 | 11 | 8  | 8  | 12 | 10 | 9  | 8  | 10 | 11 | 8  | 6  | 6  | 7  | 8  | 9  | 11 | 11 | 11 | 11 | 11 | 12 | 12 | 9  | 10 | 9  | 9  | 10 | 8  | 9  | 9  |

### Klassement
| Pos. | Club                      | GW | W  | G  | V  | DV | DT | DS  | Ptn | Kwalificatie/Degradatie    |
| ---- | ------------------------- | -- | -- | -- | -- | -- | -- | --- | --- | -------------------------- |
| 1.   | Girondins de Bordeaux (K) | 34 | 22 | 6  | 6  | 66 | 29 | +37 | 72  | UEFA Champions League      |
| 2.   | Olympique Marseille       | 34 | 21 | 8  | 5  | 56 | 28 | +28 | 71  | UEFA Champions League      |
| 3.   | Olympique Lyon            | 34 | 18 | 9  | 7  | 51 | 31 | +20 | 63  | UEFA Champions League      |
| 4.   | AS Monaco                 | 34 | 18 | 8  | 8  | 52 | 32 | +20 | 62  | UEFA Cup                   |
| 5.   | Stade Rennes              | 34 | 17 | 8  | 9  | 45 | 38 | +7  | 59  | UEFA Intertoto Cup         |
| 6.   | RC Lens                   | 34 | 14 | 7  | 13 | 45 | 38 | +7  | 49  | UEFA Cup                   |
| 7.   | FC Nantes                 | 34 | 12 | 12 | 10 | 40 | 34 | +6  | 48  | UEFA Cup                   |
| 8.   | Montpellier HSC           | 34 | 11 | 10 | 13 | 53 | 50 | +3  | 43  | UEFA Intertoto Cup         |
| 9.   | Paris Saint-Germain       | 34 | 10 | 9  | 15 | 34 | 35 | –1  | 39  |                            |
| 10.  | FC Metz                   | 34 | 9  | 12 | 13 | 28 | 37 | –9  | 39  | UEFA Intertoto Cup         |
| 11.  | AS Nancy                  | 34 | 10 | 9  | 15 | 35 | 45 | –10 | 39  |                            |
| 12.  | RC Strasbourg             | 34 | 8  | 14 | 12 | 30 | 36 | –6  | 38  |                            |
| 13.  | SC Bastia                 | 34 | 10 | 8  | 16 | 37 | 46 | –9  | 38  |                            |
| 14.  | AJ Auxerre                | 34 | 9  | 10 | 15 | 40 | 45 | –5  | 37  |                            |
| 15.  | Le Havre AC               | 34 | 8  | 11 | 15 | 23 | 38 | –15 | 35  |                            |
| 16.  | FC Lorient                | 34 | 8  | 11 | 15 | 33 | 49 | –16 | 35  | Degradatie naar Division 2 |
| 17.  | FC Sochaux                | 34 | 6  | 15 | 13 | 30 | 54 | –24 | 33  | Degradatie naar Division 2 |
| 18.  | Toulouse FC               | 34 | 6  | 11 | 17 | 24 | 53 | –29 | 29  | Degradatie naar Division 2 |

## Coupe de France
- 1/32 finale: Thouars Foot 79 (III) - Paris Saint-Germain (0–2)[1]
- 1/32 finale (replay): Thouars Foot 79 (III) - Paris Saint-Germain (1–2, n.v.)
- 1/16 finale: Paris Saint-Germain - FC Nantes (1–1, 4–5 n.s.)

## Coupe de la Ligue
- 1/16 finale: Paris Saint-Germain - Saint-Étienne (II) (1–0)
- 1/8 finale: AS Monaco - Paris Saint-Germain (0–0, 2–3 n.s.)
- Kwartfinale: Paris Saint-Germain - Montpellier HSC (0–2)

## Europacup II
| Europacup II                                     |                                   |                     |                       | |                  |
| Wedstrijddetails                                 | Thuisploeg                        | Uitslag             | Uitploeg              | Opstelling | Kaarten          |
| 1/16 finale                                      |                                   |                     |                       | |                  |
| 17 september 1998 20:30 Parc des Princes Parijs  | Paris Saint-Germain               | 1-1                 | Maccabi Haifa         | Lama Algerino, Wörns, Goma, Domi Carotti, Okocha, Yanovski (89' Lachuer) Simone, Adaílton (46' Loko), Ouédec               | Domi Simone      |
| 17 september 1998 20:30 Parc des Princes Parijs  | 82' Simone (pen.)                 | 1-0 1-1             | 87' Benayoun          | Lama Algerino, Wörns, Goma, Domi Carotti, Okocha, Yanovski (89' Lachuer) Simone, Adaílton (46' Loko), Ouédec               | Domi Simone      |
| 1 oktober 1998 20:30 Kiryat Eliezerstadion Haifa | Maccabi Haifa                     | 3-2                 | Paris Saint-Germain   | Lama Laspalles, Rabésandratana, Goma, Algerino Lachuer (84' Loko), Ducrocq, Okocha, Yanovski (75' J. Leroy) Simone, Ouédec | Algerino Ducrocq |
| 1 oktober 1998 20:30 Kiryat Eliezerstadion Haifa | 59' Keisy 78' Mizrahi 90' Mizrahi | 1-0 1-1 2-1 2-2 3-2 | 73' Ouédec 87' Okocha | Lama Laspalles, Rabésandratana, Goma, Algerino Lachuer (84' Loko), Ducrocq, Okocha, Yanovski (75' J. Leroy) Simone, Ouédec | Algerino Ducrocq |

## Afbeeldingen

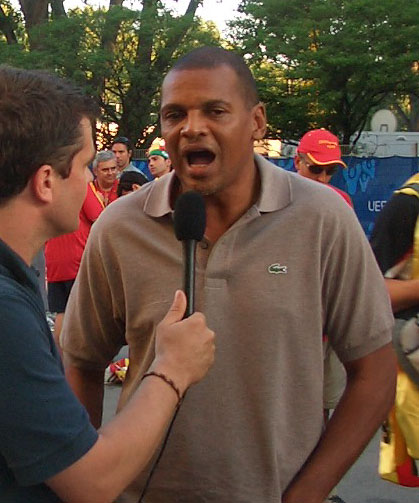
Bernard Lama (doelman)
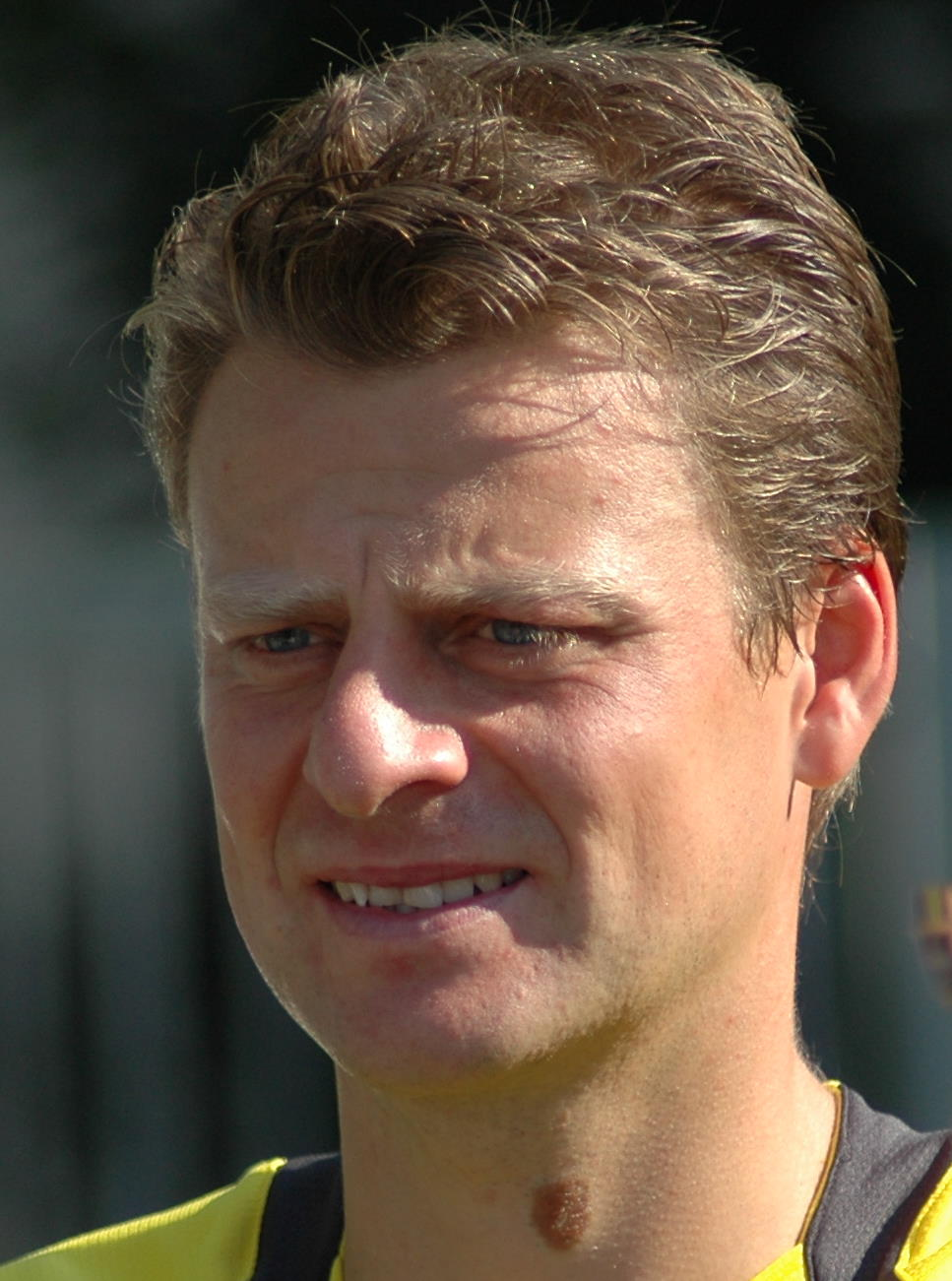
Christian Wörns (verdediger)
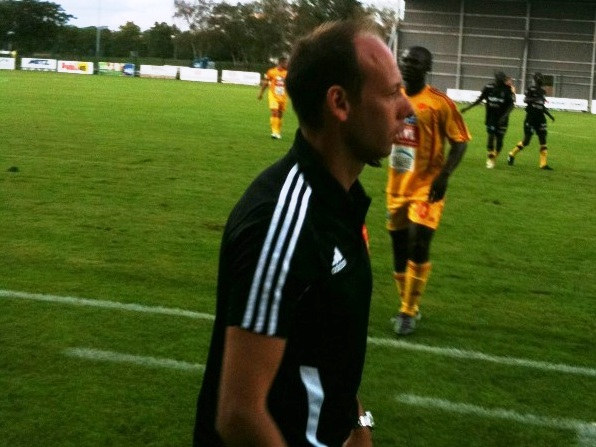
Yann Lachuer (middenvelder)
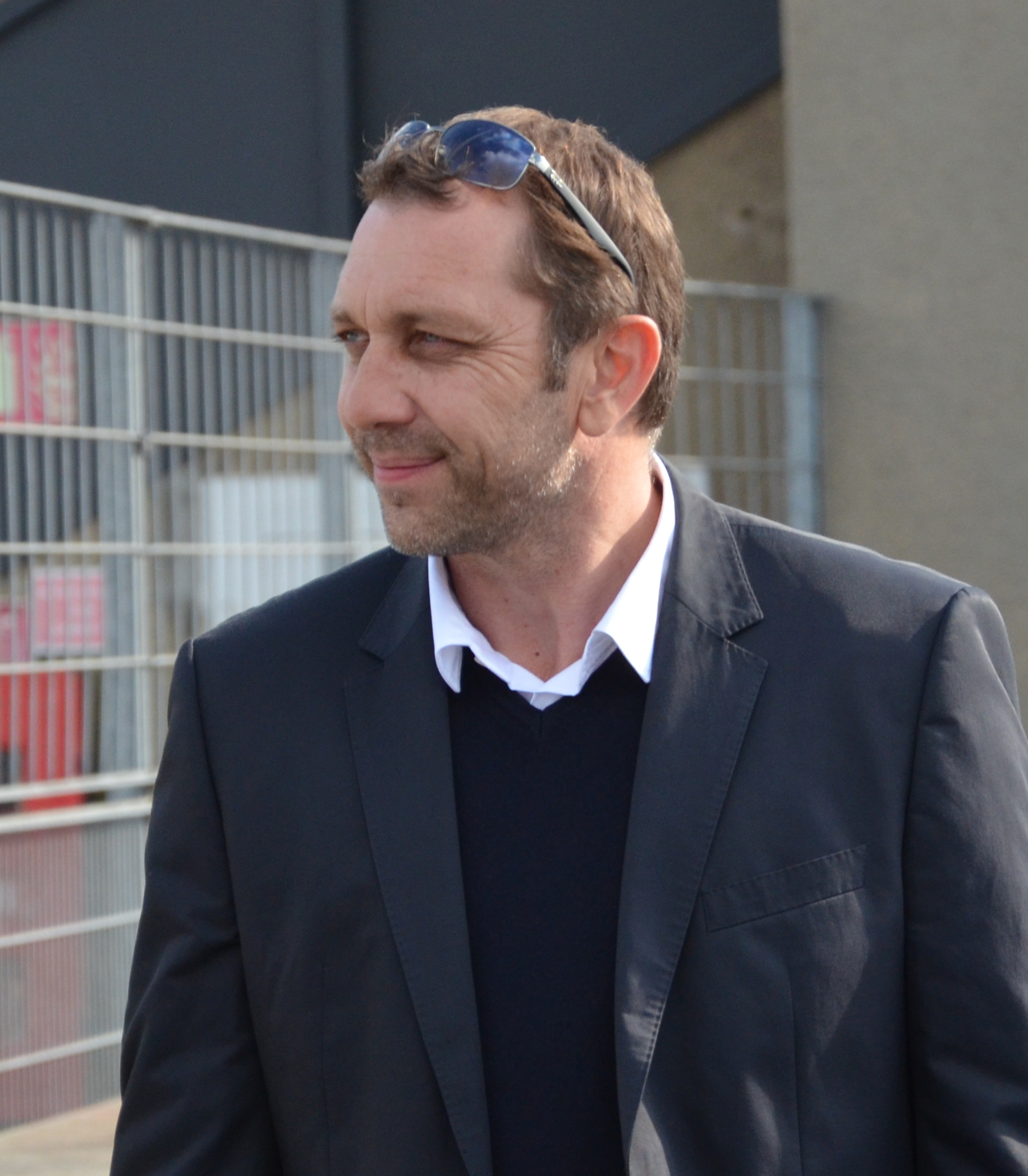
Xavier Gravelaine (middenvelder)
Bruno Carotti (middenvelder)
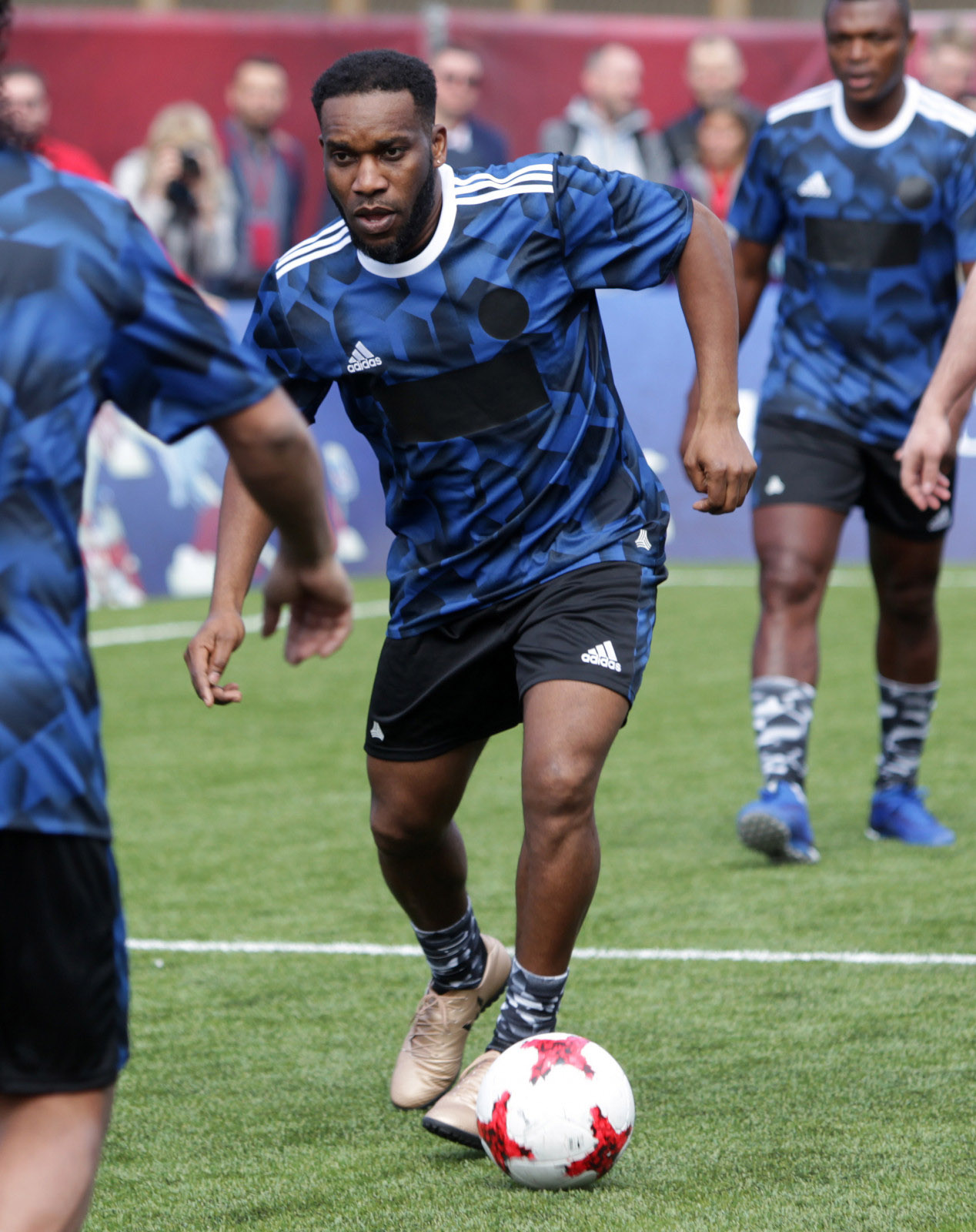
Jay-Jay Okocha (middenvelder)
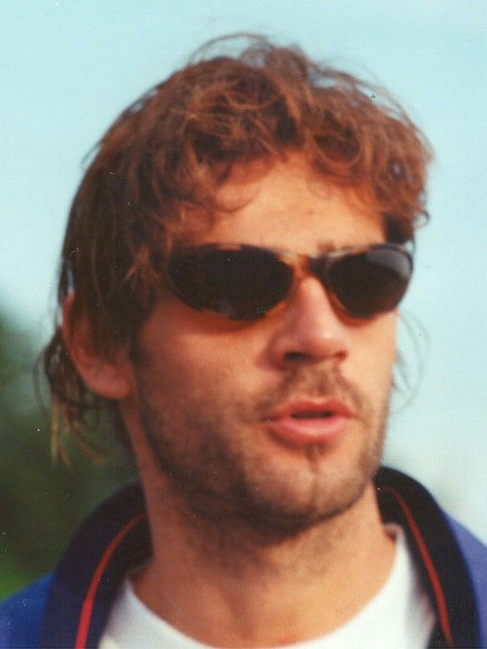
Marco Simone (aanvaller)
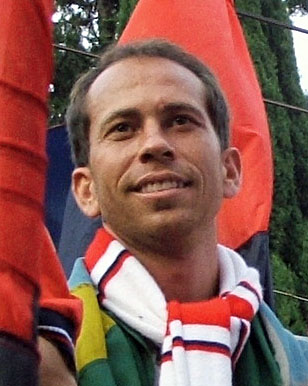
Adaílton (aanvaller)